# Flovilla (Géorgie)
Flovilla est une ville américaine située dans le comté de Butts, en Géorgie. Selon le recensement de 2020, sa population est de 643 habitants.